# Coteaux Beauclair (stanice metra v Paříži)
Coteaux Beauclair je stanice pařížského metra na lince 11 mezi stanicemi La Dhuys a Rosny – Bois-Perrier. Stanice se nachází východně od Paříže na hranicích měst Rosny-sous-Bois a Noisy-le-Sec, na křižovatce ulic Avenue Carnot a Avenue Eyrolles.

## Výstavba
Stanice je postavena na povrchu a je součástí úseku ze stanice Mairie des Lilas do Rosny – Bois-Perrier, který byl uveden do provozu 13. června 2024.

## Název
Původní název stanice Parc des Guillaumes (předtím Londeau-Domus) byl odvozen od nedalekého obchodního centra.